# イナシオ・カルネイロ・ドス・サントス
イナシオ（Inácio）こと、イナシオ・カルネイロ・ドス・サントス（Inácio Carneiro dos Santos 、1996年1月29日 - ）は、ブラジル・コンセイソン・ド・コイテ出身のプロサッカー選手。ECPPヴィトリア・ダ・コンキスタ所属。ポジションは、ディフェンダー（レフトバック）。

## クラブ歴
2016年9月21日、スポルティング・コヴィリャン戦でプロデビューを果たした。
2016年11月29日、タッサ・ダ・リーガのベレネンセス戦でトップチームデビューを果たした。
2019年1月8日、グアラニFCと1年間のローン契約を結んだことを発表した。